# Enallagma aspersum
Enallagma aspersum är en trollsländeart som först beskrevs av Hagen 1861.  Enallagma aspersum ingår i släktet Enallagma och familjen dammflicksländor. Inga underarter finns listade i Catalogue of Life.

## Bildgalleri

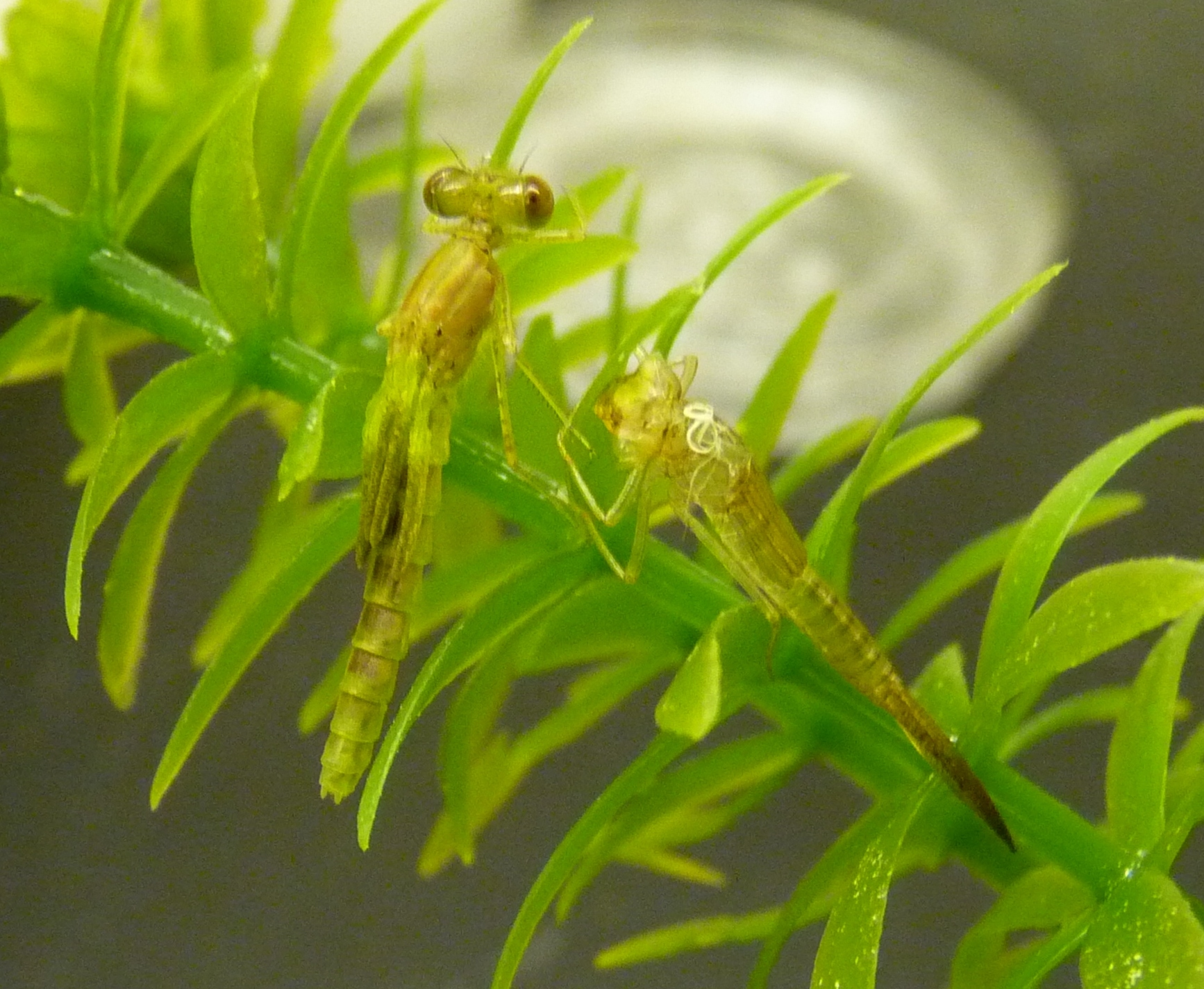
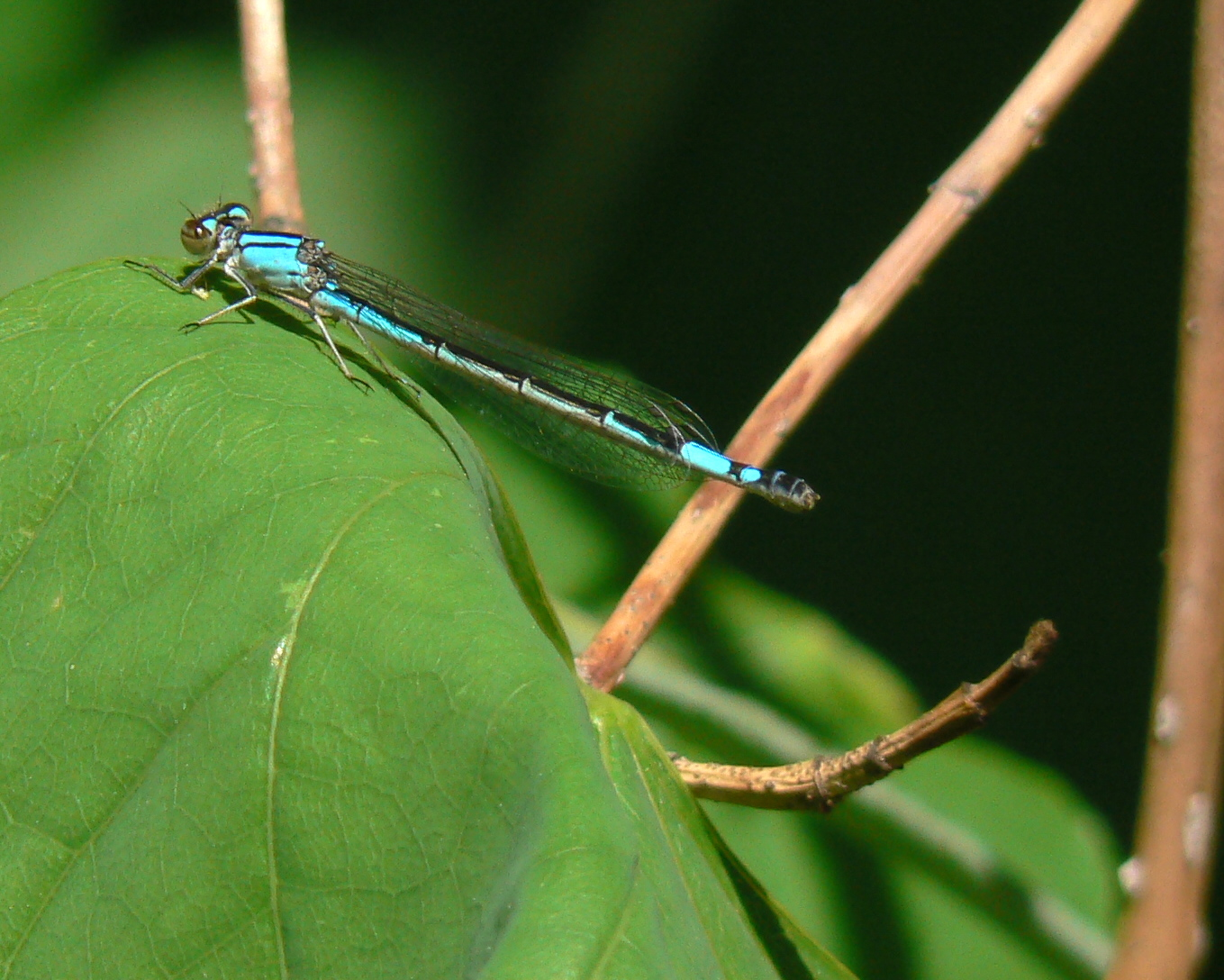
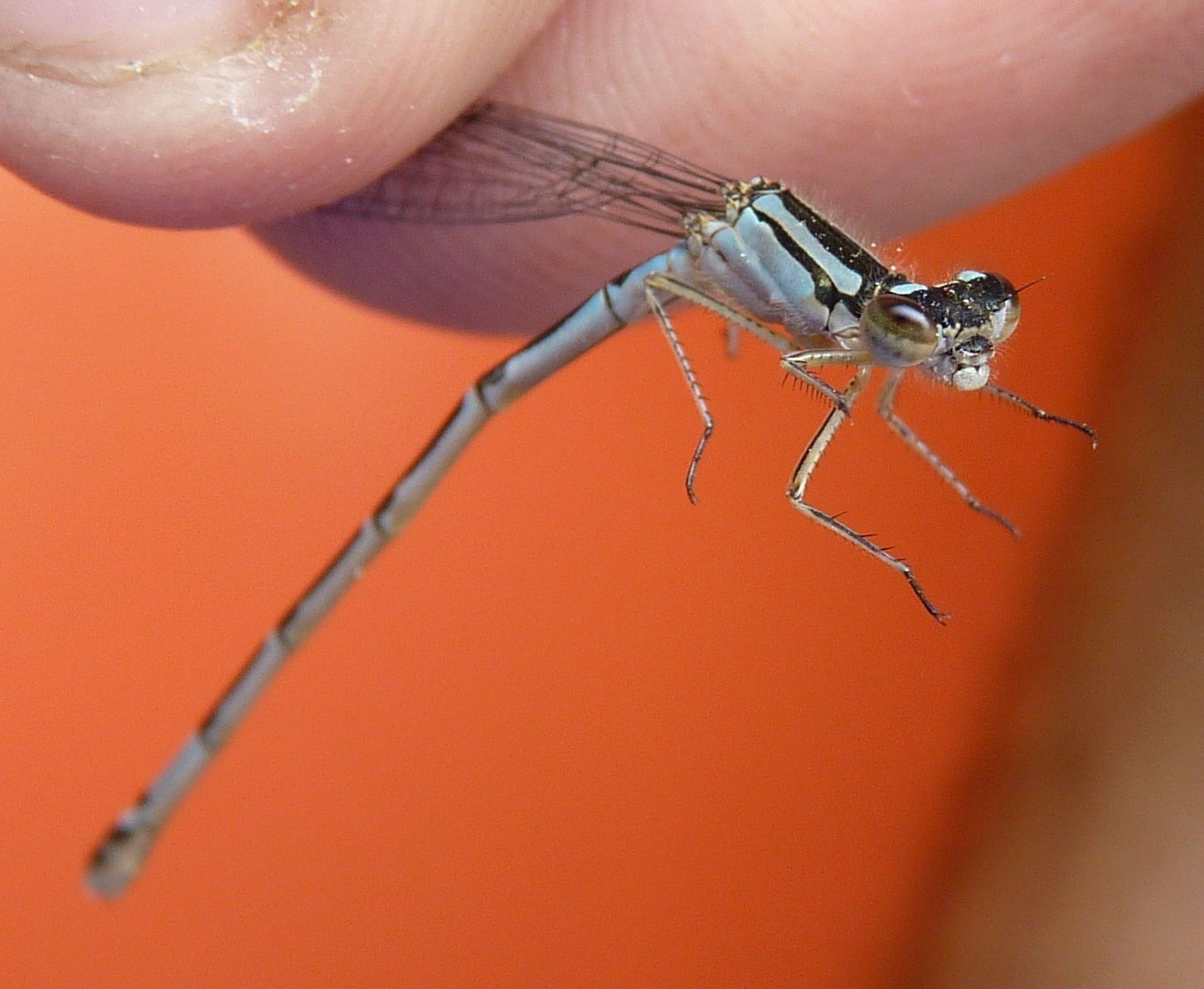